# Trần Văn Kiện
Trần Văn Kiện (21 tháng 4 năm 1925 – 23 tháng 7 năm 2009) là quan chức và chính khách người Việt Nam, cựu Tổng trưởng Bộ Tài chánh Việt Nam Cộng hòa.

## Tiểu sử
Trần Văn Kiện sinh ngày 21 tháng 4 năm 1925 tại Hà Nội, Bắc Kỳ, Liên bang Đông Dương.
Năm 1951, ông tốt nghiệp Viện Đại học Hà Nội với văn bằng cao cấp về nghiên cứu luật. Sau đó, ông làm giáo sư giảng dạy tại Học viện Quốc gia Hành chánh, và đến năm 1960 trở thành chuyên viên tại Tổng nha Ngân sách và Ngoại viện. Năm 1962, ông làm Chủ sự Phòng Nghiên cứu và Sưu tầm Bộ Kinh tế. Năm 1964, ông lên làm Đổng lý Văn phòng Bộ Quốc gia Giáo dục,
Đầu năm 1965, ông được mời giữ chức Tổng trưởng Bộ Tài chánh trong chính phủ Phan Huy Quát. Ít lâu sau, nội các này tổng từ chức nhường chỗ cho nội các chiến tranh do Thiếu tướng Nguyễn Cao Kỳ thành lập vào ngày 19 tháng 6 năm 1965. Riêng ông thì từ giã chính trường quay trở về với nghề dạy học như cũ cho đến khi Sài Gòn thất thủ ngày 30 tháng 4 năm 1975. 
Ông qua đời ngày 23 tháng 7 năm 2009 tại Fairfax, Virginia, Hoa Kỳ.

## Đời tư
Trần Văn Kiện đã kết hôn và có ba cô con gái.